# Ben Becker
Ben Becker (Brema, 19 dicembre 1964) è un attore e cantante tedesco.

## Biografia
Ben Becker è figlio d'arte essendo nato da Rolf Becker e Monica Hansen; è inoltre fratello di Meret Becker, anche lei attrice. Ha lavorato in diverse serie tv, soprattutto di genere poliziesco. Nel 1996 è stato nel cast di Sansone e Dalila (dove ha impersonato il giovane principe dei Filistei, principale antagonista di Sansone), uno dei film tv che compongono il ciclo Le storie della Bibbia. Nel 1997 ha raggiunto la grande fama al cinema per essere stato uno dei sei protagonisti di Comedian Harmonists, il film tedesco dedicato all'omonima boy band, la prima nella storia della musica. Sempre nel 1997 ha fondato la Ben Becker & The Zero Tolerance Band, la formazione musicale di cui è il cantante. Nel 1999 è apparso nel videoclip di una canzone del gruppo rock Die Toten Hosen, Schön sein. 
Nel 2007 ha rischiato la vita a causa di un'overdose.

## Vita privata
Ha una figlia, nata nel 2000

## Discografia

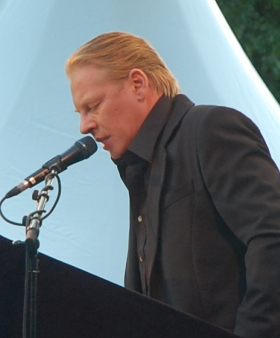
Ben Becker nel 2008

- 1997: Und lautlos fliegt der Kopf weg
- 1999: Soundtrack "Gloomy Sunday"; Song: "Das Lied vom traurigen Sonntag"
- 2000: Kooperation mit Xavier Naidoo auf dem Sampler Rilke-Projekt, der das Werk des großen deutschen Dichters musikalisch untermalt.
- 2001: Soundtrack Frau 2 sucht Happy End (Song „Engel wie wir“)
- 2001: Wir heben ab
- 2001: Fieber – Tagebuch Eines Aussätzigen Becker liest Kinski-Gedichte (Musik: Alexander Hacke)
- 2005: Ben Becker spricht Jack London „Der Seewolf“
- 2005: Große Freiheit: Lieder & Geschichten aus St. Pauli
- 2006: Bertolt Brecht vorgestellt von Ben Becker (Serie „Spuren: Menschen, die uns bewegen“; 9)
- 2006: Bertolt Brecht: Auszüge aus dem Arbeitsjournal 1948–1954; gelesen von Ben Becker
- 2007: Tour und Hörbuch zu Alfred Döblins Berlin Alexanderplatz
- 2007: Die Bibel – Eine gesprochene Symphonie (mit der Zero Tolerance Band und dem Deutschen Filmorchester Babelsberg)
- 2008: Sehnsucht von Schiller / Christopher von Deylen (Songs „Nacht“ und „Vor der Zeit“)
- 2010: Bruno – Der Junge mit den grünen Haaren und Brunos Weihnachten …und Halali (mit Ben Becker als Erzähler und seiner Tochter Lilith Maria Dörthe Becker als Bruno)
- 2013: Blutsbrüder: Ein Berliner Cliquenroman von Ernst Haffner
- 2015: Gute Nacht, Bruno (Der Junge mit den grünen Haaren) und Traumsong erschienen auf Various Artists - Gute Nacht Sterne (CD). Sony Music Entertainment Germany GmbH.[1]